# Lipotactes montanus
Lipotactes montanus är en insektsart som beskrevs av Sigfrid Ingrisch 1990. Lipotactes montanus ingår i släktet Lipotactes och familjen vårtbitare. Inga underarter finns listade i Catalogue of Life.